# サイエンスの幽霊
『サイエンスの幽霊』（さいえんすのゆうれい）は、日本のシンガーソングライター平沢進の2枚目のアルバム。「平沢初期ソロ3部作」2作目。1990年5月25日にポリドールより発売された。2020年12月2日に180g重量盤アナログレコードが発売された。

## 解説
- 後に「初期3部作」と呼ばれる、「科学と祈りのはざま」にあるリアリティをテーマとしたアルバムの2作目で、マッド・サイエンティストをキーワードとしたコンセプト・アルバム。ソロ作品としてはテクノ・ポップ的要素が強いが、ノイズ、ストリングス、アンデス民謡、カントリー＆ウエスタンといった様々なジャンルの手法が用いられている。前作「時空の水」から1年も経たず発売され、前作より参加ミュージシャンが大幅に増えた。

## 収録曲
全作詞・作曲：平沢進（特記除く）、全編曲：平沢進
1. 世界タービン - World Turbine
冒頭や間奏の「ミョングミラー、テチーター（鳴金一下大吹打）」というボイスは古代朝鮮語で「ジン（英語版）(韓国の伝統楽器)を打ち鳴らして大吹打（朝鮮語版）の演奏を始めろ」という意味である。元の音源は小西健司が所有しており、不幸のプロジェクトでも使用されている。
1987年頃からAMIGAを使用するようになった影響から、この曲以降PVに3DCGが多用されるようになる。
2001年に『SOLAR RAY』で「世界タービン2」として再アレンジされた。2020年には、ライブ「会然TREK 2k20▼02」にてさらにアレンジされて演奏された。
2. ロケット - Rocket
1994年のライブでは、テクノポップ風にアレンジされた「ROCKET TECH」が演奏された。
2008年に「PHONON2551」でアレンジされて演奏。
2023年に「HYBRID PHONON 2566」にてさらにアレンジされて演奏。
追加公演の「HYBRID PHONON 2566＋」ではギターソロが追加された。
3. フィッシュ・ソング - Fish Song
作詞・作曲：平沢進、神尾明朗
P-MODELのアルバム『SCUBA』収録曲のセルフカバー。
4. カウボーイとインディアン - Cowboy and Indian
5. QUIT
アウトロが非常に長く、最後に勝田"Dr.Ochanomizu"久による大爆笑が入る。ライブでは夢みる機械の語りが入ることもあった。
ラストナンバーとして演奏されることが多く、初期の曲が多く演奏された「PHONON2550」や、2020年のライブ「会然TREK 2k20▼02」、2024 年の「HYBRID PHONON 2566＋」でも
ラストに演奏された。ただしAMIGAボイスは入っておらず、アウトロも演奏のみ。
6. アモール・バッファー - Amor Buffer
7. 夢みる機械 - Dreaming Machine
1994年のAdios Jayを最後に長らく演奏されていなかったが、2008年以降テスラコイルをフィーチャーして再び頻繁に演奏されるようになった。
2010年に『変弦自在』でアコースティック・ギターを中心にリアレンジされた。この時平沢は曲名を夢見る機械としていたが、CD収録時には元の表記のままとなっていた（今敏の同名の映画に対しても同じ表記をしており、スタッフに指摘されていた）。
8. テクノの娘 - Techno Girl
OVAシリーズ「バブルガムクライシス」の外伝作品「A.D.POLICE」のテーマ曲として使用。サウンドトラックにも収録された。
9. FGG
2004年に『SWITCHED-ON LOTUS』でリアレンジされた 2023年に「HYBRID PHONON 2566」大阪公演1日目にてアレンジされて演奏された。

## リリース履歴
| リリース日    | レーベル                 | 規格   | 規格品番  | 備考               |
| ------------- | ------------------------ | ------ | --------- | ------------------ |
| 1990年5月25日 | ポリドール               | CD     | POCH-1009 | オリジナル盤       |
| 2014年9月24日 | ユニバーサルミュージック | SHM-CD | UPCY-6910 | 全曲リマスタリング |
| 2020年12月2日 | ユニバーサルミュージック | LP     | UPJY-9153 |                    |

## 参加ミュージシャン
- 平沢進 - ボーカル・ギター・シンセサイザー・フィッシュ・ソングのエレクトリックベース
- Tuan Chin Kuan - 声(「世界タービン」)
- 錦城薫 - ボーカル(「世界タービン」)
- 戸川純 - ボーカル・バックグラウンド・ボーカル(「ロケット」・「カウボーイとインディアン」)
- 秋元一秀 - コーラス(「ロケット」)・エレクトリックベース(「フィッシュ・ソング」)
- 秋山勝彦、大田裕司、見城裕一、竹内修、平沢裕一(平沢の兄)、古川正弘 - コーラス(「ロケット」)
- 友田真吾 - ドラムス(「フィッシュ・ソング」)
- 綾部綠、大沢真人、桐山なぎさ、栗丸かおり、船山嘉秋、宮田浩久、両角里香、山本裕樹 - 弦(「フィッシュ・ソング」・「テクノの娘」)
- 梅津和時 - サックス・ノイズ(「カウボーイとインディアン」)
- 菊池又衛(実在した日本兵) - ナレーション(「QUIT」)
- 勝田"Dr. Ochanomizu"久 - 笑い(「QUIT」)
- 松本かよ - ストリングス・アレンジ(「フィッシュ・ソング」)・声(「テクノの娘」)
- AMIGA2500 - ナレーション(「QUIT」)